# لیپوویتسا (استان اشوی‌داشکسیه)
لیپوویتسا (به لهستانی: Lipowica) یک منطقهٔ مسکونی در لهستان است که در گمینا خنچینه واقع شده‌است. لیپوویتسا ۳۲۰ نفر جمعیت دارد.